# Педан, Адольф Мелентьевич
Адо́льф Меле́нтьевич Педа́н (укр. Педан Адольф Мелентійович; 1936—1999) — советский и украинский художник, художник-мультипликатор.

## Биография
Родился 20 апреля 1936 года в Бурыни (Сумская область) в семье учителей. В 1967 году окончил факультет графики Львовского полиграфического института.
Был художником-мультипликатором Творческого объединения мультипликации студии «Киевнаучфильм».
Член Союза кинематографов Украины.
Умер 8 января 1999 года в Киеве.

## Художник-мультипликатор
- Приключения Перца (1961)
- Пушок и Дружок (1962)
- Пьяные волки (1962)
- Спутница королевы (1962)
- Весёлый художник (1963)
- Заяц и ёж (1963)
- Золотое яичко (1963)
- Непоседа, Мякиш и Нетак (1963)
- Аистёнок (1964)
- Водопровод на огород (1964)
- Неумойка (1964)
- Жизнь пополам (1965)
- Зелёная кнопка (1965)
- Никита Кожемяка (1965)
- Злостный разбиватель яиц (1966)
- Осколки (1966)
- Почему у петуха короткие штаны (1966)
- Как казаки кулеш варили (1967)
- Легенда о пламенном сердце (1967)
- Пугало (1968)
- Сказка про лунный свет (1968)
- Приключения казака Энея (1969)
- Как казак счастье искал (1969)
- Кит и Кот (1969)
- Марс XX (1969)
- Как казаки в футбол играли (1970)
- Покатигорошек (1970)
- Журавлик (1970)
- Сказка про доброго носорога (1970)
- Про полосатого слонёнка (1971)
- Страшный серый лохматый (1971)
- Удивительный китёнок (1971)
- Братец Кролик и братец Лис (1972)
- Сказание про Игорев поход (1972)
- Как казаки невест выручали (1973)
- Была у слона мечта (1973)
- Тайна Страны Земляники (1973)
- Тёплый хлеб (1973)
- Вересковый мёд (1974)
- Петушок и солнышко (1974)
- Салют (1974)
- Зелёная пилюля (1974)
- Как казаки соль покупали (1975)
- Салют (1975)
- Дело поручается детективу Тедди. Дело № 001. Бурый и Белый (1976)
- Парасолька становится дружинником (1976)
- Приключения капитана Врунгеля (1976)
- Как мужья жён проучили (1976)
- Музыкальные сказки (1976)
- Сказка о жадности (1976)
- Чудо-мороз (1976)
- Самый главный воробей (1977)
- Как казаки олимпийцами стали (1978)
- Если падают звёзды (1978)
- Ночные капитаны (1978)
- Как казаки мушкетёрам помогали (1979)
- Трубка мира (1979)
- Цветок папоротника (1979)
- Парасолька в цирке (1980)
- Золотая липа (1980)
- Капитошка (1980)
- Пирог со смеяникой (1980)
- Однажды я пришёл домой (1980)
- Алиса в стране чудес (1981)
- Алиса в Зазеркалье (1982)
- Мышки-малышки (1982)
- Солдатская сказка (1983)
- Миколино богатство (1983)
- Аквариум (1983)
- Как казаки на свадьбе гуляли (1984)
- При всех на свете (1984)
- Доктор Айболит (1984—1985)
- Как Ёжик и Медвежонок небо меняли (1985)
- Ненаписанное письмо (1985)
- Остров сокровищ. Карта капитана Флинта (1986)
- Сражение (1986)
- Трудолюбивая старушка (1986)
- Песочные часы (1987)
- Самовар Иван Иваныч (1987)
- Сочинение про дедушку (1987)
- Страшная месть (1987)
- Чудосея (1987)
- Король черепах (1988)
- Энеида (1991)
- DIG SQUAD. Фильм первый (1993)
- DIG SQUAD. Скипетр фараона (1994)
- Как казаки в хоккей играли (1995)